# Malimbus nitens
Malimbo-de-bico-azul ou malimbe-de-bico-azul (Malimbus nitens) é uma espécie de ave da família Ploceidae.
Pode ser encontrada nos seguintes países: Angola, Benin, Burkina Faso, Camarões, República Centro-Africana, República do Congo, República Democrática do Congo, Costa do Marfim, Guiné Equatorial, Gabão, Gâmbia, Gana, Guiné, Guiné-Bissau, Libéria, Mali, Níger, Nigéria, Senegal, Serra Leoa, Sudão, Togo e Uganda.
Os seus habitats naturais são: florestas subtropicais ou tropicais húmidas de baixa altitude.